# Толбазы
Толбазы́ (баш. Талбазы) — село, административный центр Аургазинского района Республики Башкортостан России, а также центр Толбазинского сельсовета.

## Этимология
Название поселения имеет тюркское происхождение, например на башкирском тал — «ива», баз — «яма, углубление».

## География
Село расположено в 78 км к югу от столицы республики Уфы и в 35 км к северу от Стерлитамака. Площадь села: 1221,097 га.
Рельеф села волнисто-увалистый, в понижениях расположены пруды и озёра. На территории села имеются естественные озера: Третье (Эчкерекуль), Второе (Авылкуль), Первое (Аргыкуль), Уральское и другие. До проведения водопровода озера являлись основными источниками питьевой воды для населения. В озёрах водятся карась, зеркальный карп, лещ, ротан и другие виды рыб.

## История
Село Толбазы известно с 1747 г., когда тептяри и мишари получили землю у башкир-вотчинников Меркит-Минской волости на условиях аренды с уплатой оброка.
Село основано на почтовом тракте Оренбургской почтовой дороги около озёр. Имеется версия, что название связано с тальниками, росшими около этих озёр. С татарского языка оно буквально переводится как ивовое место.
До 1865 года село относилось к Стерлитамакскому уезду Оренбургской губернии. После её раздела в 1865 году на две части Толбазы стали относиться к Стерлитамакскому уезду Уфимской губернии.
В «Списке населенных мест по сведениям 1870 года», изданном в 1877 году, населённый пункт упомянут как деревня Толбазы (Адиль-Муратова) 1-го стана Стерлитамакского уезда Уфимской губернии. Располагалась при озере Табынлы, на Оренбургском почтовом тракте из Стерлитамака в Уфу, в 45 верстах от уездного города Стерлитамака. В деревне, в 64 дворах жили 570 человек (289 мужчин и 281 женщина, тептяри), были мечеть, училище, почтовая станция, становая квартира. Жители занимались земледелием, скотоводством.
С 1930 года село входило в Новокарамалинский район.
В 1940 году район был переименован в Аургазинский, а Толбазы определены его административным центром.

## Население
| 1959 | 1970  | 1979  | 1989  | 2002    | 2009  | 2010    | 2021  |
| ---- | ----- | ----- | ----- | ------- | ----- | ------- | ----- |
| 2603 | ↗4773 | ↗6963 | ↗9096 | ↗10 164 | ↘9730 | ↗10 114 | ↘9946 |

Согласно переписи 2002 года, преобладающие национальности — татары (62,1 %), чуваши (15,2 %), башкиры (10,2 %).
Согласно переписи 2020 года, преобладающие национальности — татары (55,2 %), башкиры (17,2 %), чуваши (12,2 %), русские (11,2 %).

## Экономика
Расположены предприятия отраслей, обслуживающих сельское хозяйство и перерабатывающих сельскохозяйственную продукцию.

## Транспорт
Через село проходит федеральная дорога Р-240 Уфа — Оренбург.
Ближайшая железнодорожная станция Белое Озеро находится на расстоянии 27 км.

## Социальная сфера
Село застроено в основном одноэтажными деревянными и кирпичными домами; имеются также двух- и трёхэтажные дома. Оно разделено на юго-западный, северный, восточный микрорайоны, а также микрорайон Софиполь. Самая длинная — улица Ленина, которая протянулась по всему селу с севера на юг.
Село полностью электрифицировано, радиофицировано. Теплоснабжение многоквартирных жилых домов, производственных объектов, здания учреждений и организаций обеспечиваются центральными и квартальными котельными, которые переведены на природный газ. Многие дома имеют индивидуальное газовое отопление. Действует водопровод.

## Образование и культура
Действуют две средние школы, лицей и башкирская гимназия, детская музыкальная школа им. Б. Гайсина, четыре детских сада, медпункт, районный дворец культуры, филиал центральной районной библиотеки, историко-краеведческий музей.

## Радио
- 65,96 МГц — Радио России;
- 101,4 МГц — Авторадио (Стерлитамак);
- 101,9 МГц — Спутник ФМ (Стерлитамак);
- 103,8 МГц — Радио Юлдаш (Стерлитамак);
- 104,3 МГц — Русское радио (Стерлитамак);
- 104,8 МГц — Ретро ФМ (Стерлитамак);
- 106,7 МГц — Радио Маяк (Стерлитамак).

## Религия
Мечети
- Мечеть

Православные храмы
- Храм в честь Иконы Божией Матери Нечаянная Радость

## Фотогалерея

Парк Победы
Озеро Эчкерекуль
Памятник труженикам тыла
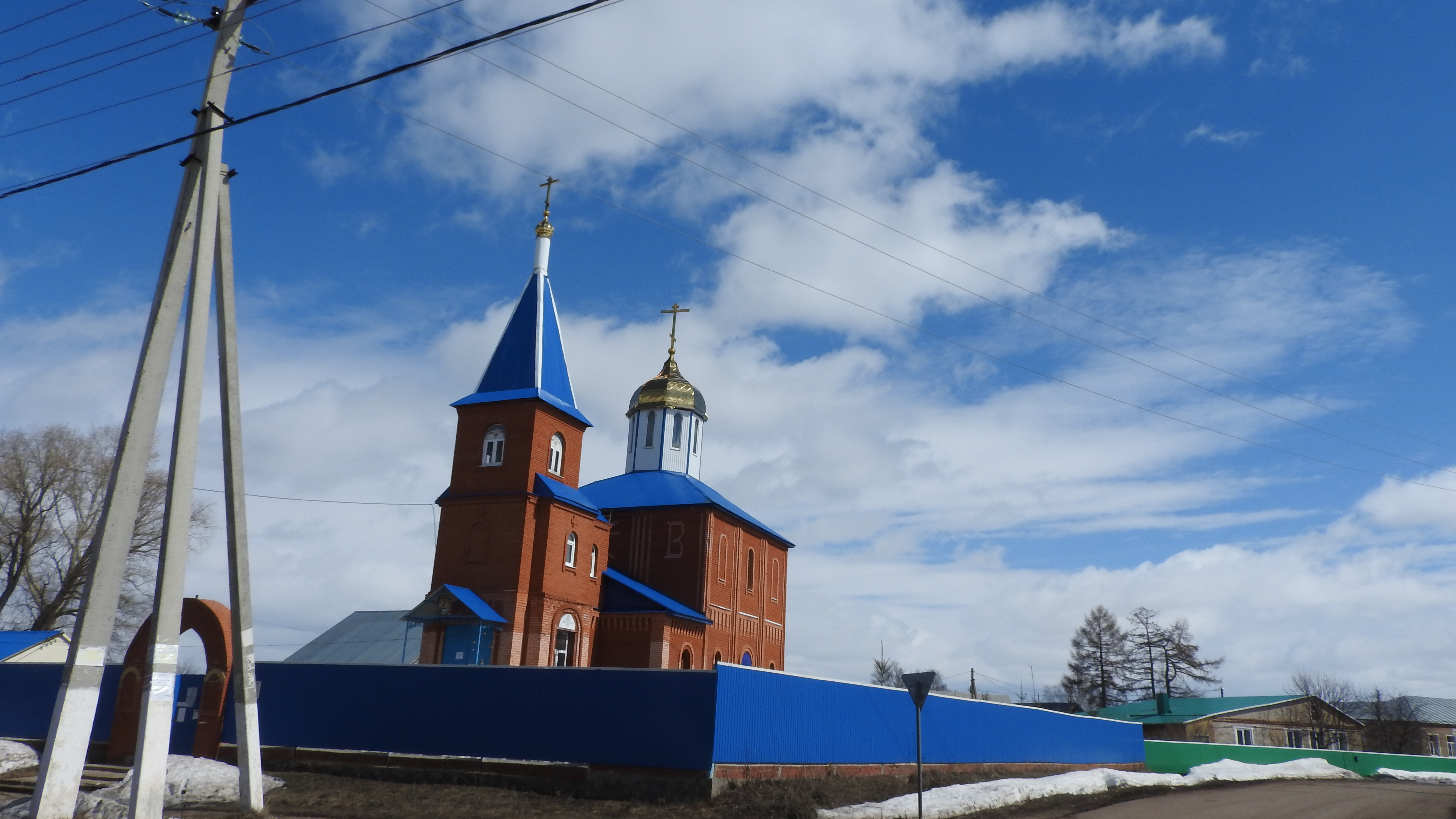
Церковь
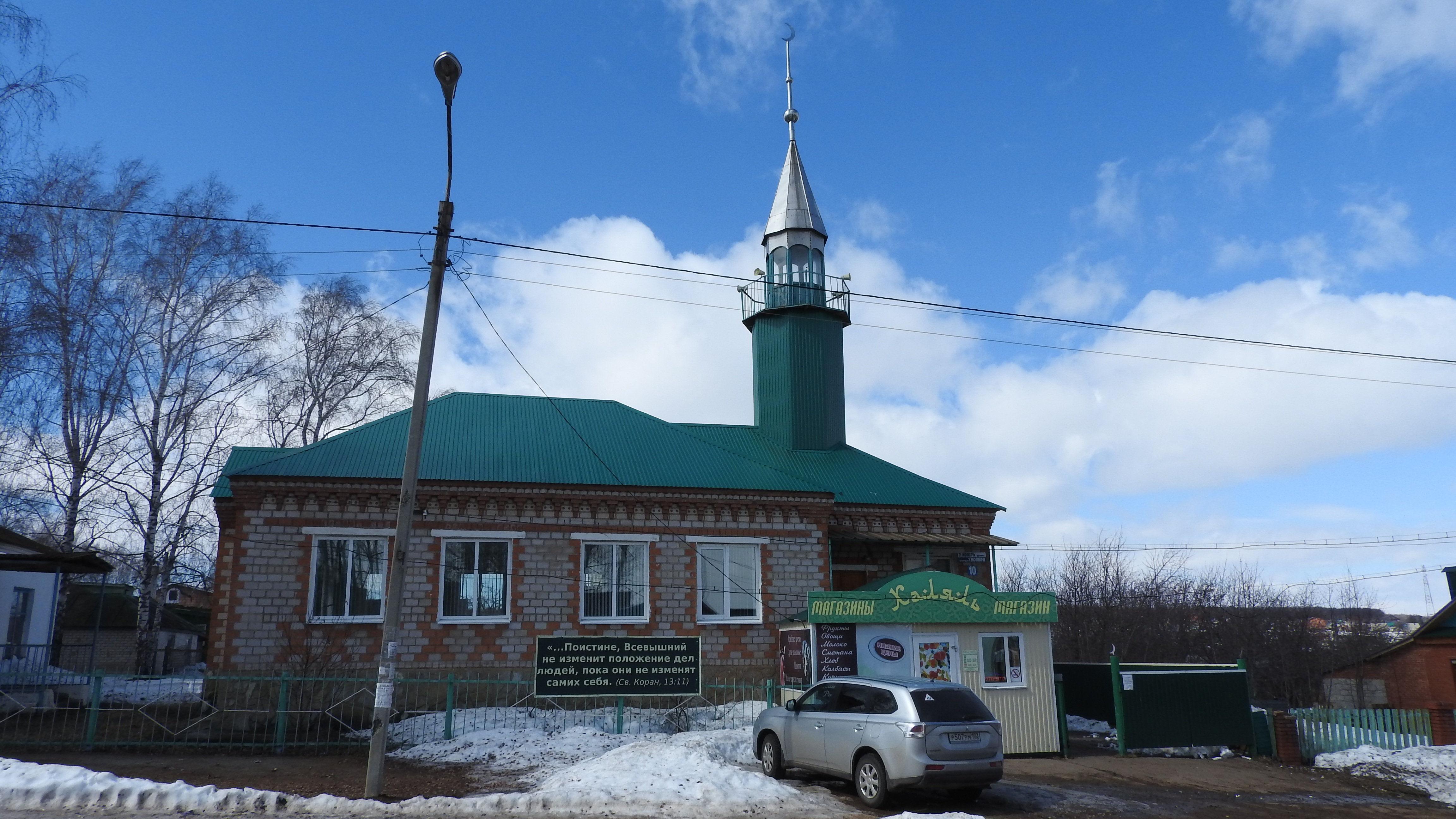
Мечеть

## Известные уроженцы
- Зиязетдинова, Гульшат Ибрагимовна (22 сентября 1947 — 22 июля 2023) - советская и российская театральная актриса, народная артистка Республики Башкортостан.